# Луїс Техада
Луїс Техада (ісп. Luis Tejada; 28 березня 1982, Панама — 28 січня 2024) — панамський футболіст, нападник.
Виступав, зокрема, за клуб «Хуан Ауріч», а також національну збірну Панами.

## Клубна кар'єра
Народився 28 березня 1982 року в місті Панама. Вихованець футбольної школи клубу «Тауро». Дорослу футбольну кар'єру розпочав 2001 року в основній команді того ж клубу, в якій того року взяв участь у 26 матчах чемпіонату.
Згодом з 2002 по 2009 рік грав у складі команд клубів «Пласа Амадор», «Депортес Толіма», «Енвігадо», «Аль-Айн», «Онсе Кальдас», «Реал Солт-Лейк», «Америка де Калі», «Мільйонаріос» та «Тауро».
Своєю грою за останню команду привернув увагу представників тренерського штабу клубу «Хуан Ауріч», до складу якого приєднався 2010 року. Відіграв за команду з Чиклайо наступні два сезони своєї ігрової кар'єри. Більшість часу, проведеного у складі «Хуан Ауріча», був основним гравцем атакувальної ланки команди. У складі «Хуан Ауріча» був одним з головних бомбардирів команди, маючи середню результативність на рівні 0,4 голу за гру першості.
Протягом 2012—2014 років захищав кольори клубів «Толука», «Веракрус» (на правах оренди) та «Універсідад Сесар Вальєхо».
До складу клубу «Хуан Ауріч» повернувся 2015 року. Відіграв за команду з Чиклайо 58 матчів у національному чемпіонаті. Відігравши по сезону за панамські команди «Універсітаріо де Депортес» та «Спорт Бойз» надалі догравав кар'єру в нижчолігових клубах Перу та Панами.

## Виступи за збірну
2001 року дебютував в офіційних матчах у складі національної збірної Панами. Наразі провів у формі головної команди країни 95 матчів, забивши 42 голи.
У складі збірної був учасником розіграшу Золотого кубка КОНКАКАФ 2009 року в США, розіграшу Золотого кубка КОНКАКАФ 2011 року в США, розіграшу Золотого кубка КОНКАКАФ 2015 року в США і Канаді, на якому команда здобула бронзові нагороди, розіграшу Кубка Америки 2016 року в США.

## Смерть
Техада помер 28 січня 2024 року від серцевого нападу після матчу в своєму рідному місті Сан-Мігеліто у 41-му віці.

## Титули і досягнення
- Срібний призер Золотого кубка КОНКАКАФ: 2005
- Бронзовий призер Золотого кубка КОНКАКАФ: 2015